# Windeby I

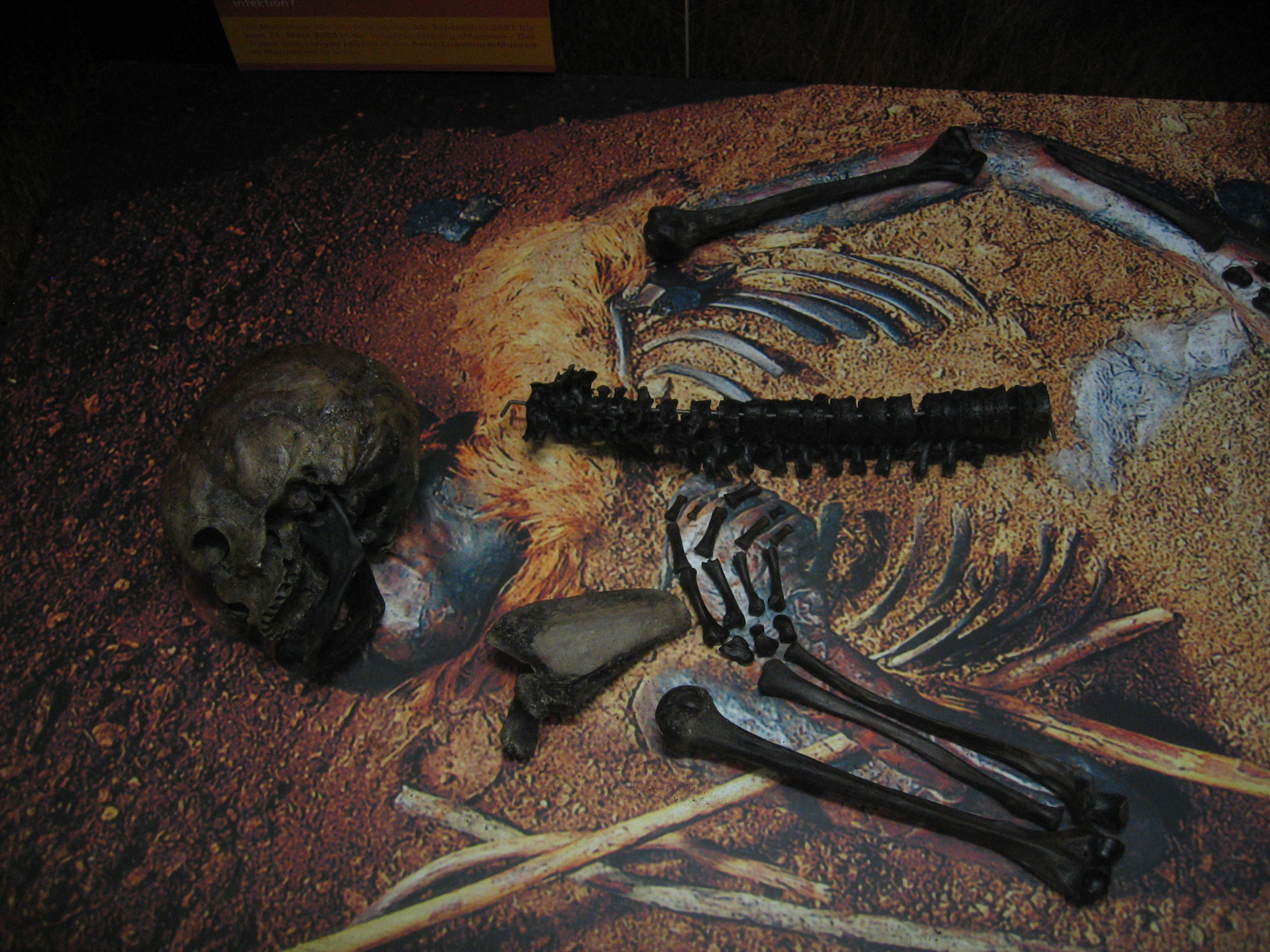
Windeby I.

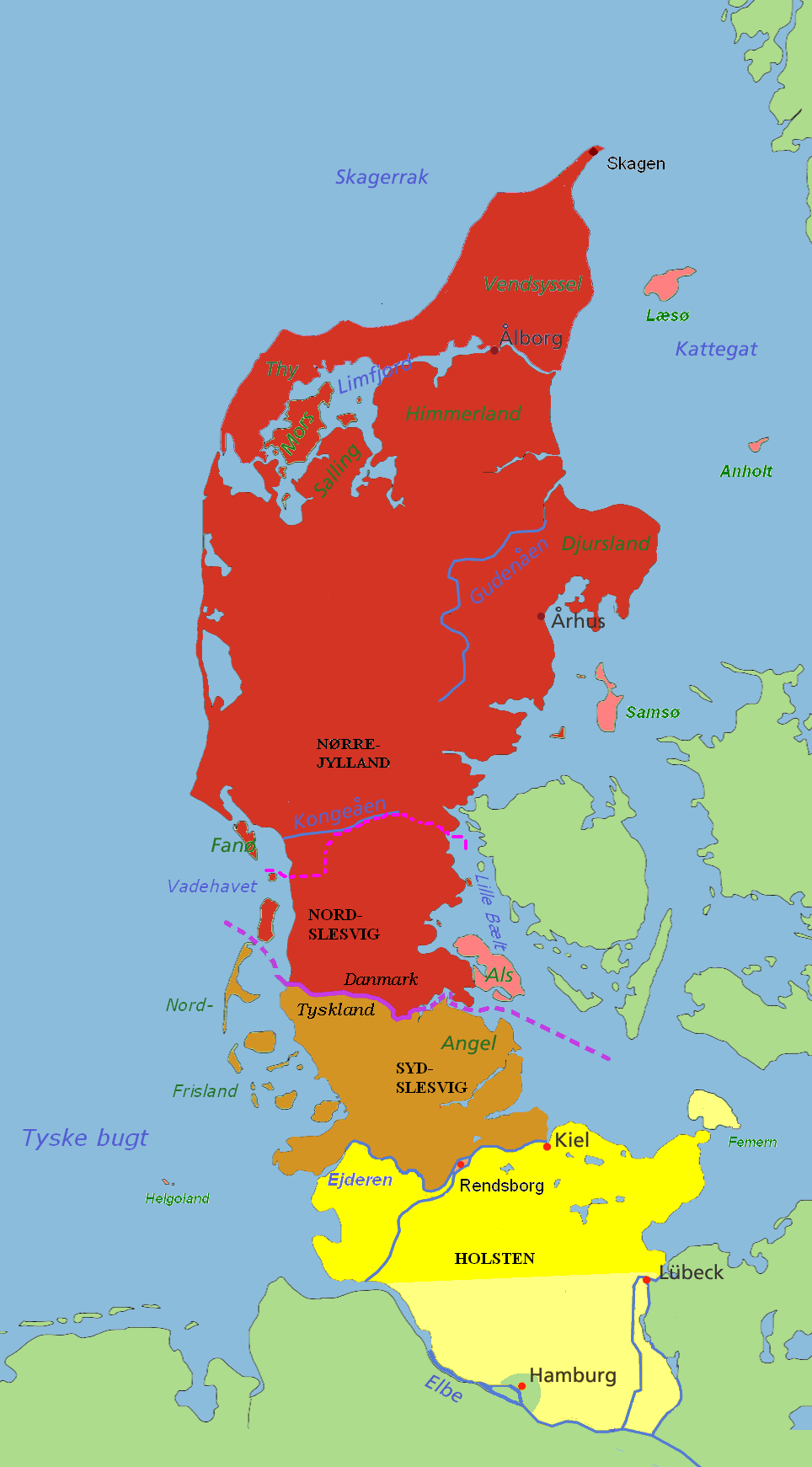
Península de Jutlandia, lugar donde se halló la momia.

Windeby I es el nombre que se le ha dado a un cadáver momificado de un joven que fue encontrado en Windeby, al norte de Alemania, en 1952 y que data aproximadamente del siglo I d. C., entre los años 40 y 118, en plena Edad del Hierro.

## Descubrimiento
El cuerpo fue descubierto en 1952 por unos trabajadores en los alrededores de la pequeña localidad de Windeby, en la región de Jutlandia del Sur en el norte de Alemania, cuando se disponían a extraer material de una turbera.

## Características
- Momificación natural.
- Causa de la muerte: estrangulado, en lo que podría considerarse una ofrenda o un castigo provocado por un posible adulterio.
- Tenía 16 años aprox.
- El cuerpo estaba cubierto por ramas y tenía una rama de abedul en el hueco del brazo derecho, una cinta de lana tapándole los ojos y una capa de cuero con pieles incrustadas.

## Conservación
El cuerpo se encontró en un buen estado de conservación a causa de la protección natural que le otorgó el hecho de haber quedado enterrado dentro de una turbera, aunque en el momento del hallazgo los trabajadores cortaron accidentalmente un pie, una mano y las piernas de la momia con sus palas.
El cuerpo se encuentra en el Landesmuseum de Schloss Gottorf en Schleswig (Alemania).

## Últimas investigaciones
Aunque originalmente fue llamado «niña de Windeby» al creerlo femenino por su complexión delgada, estudios recientes junto con pruebas preliminares de ADN revelaron que la momia fue un varón. El cabello, que al principio se creyó había sido afeitado para señalar a la joven como adúltera, tal vez fue arrancado por las paletas de los arqueólogos. La tira de tela que rodea el rostro, inicialmente interpretada como mordaza o venda de ojos utilizada durante la tortura, se considera ahora nada más que un elemento para cubrir los ojos del cadáver o en otro caso solo una diadema para el tocado del cabello, la cual con el paso del tiempo se le deslizó hasta llegar a los ojos. Está vestido con una capa de cuero forrada con pieles. Los análisis más minuciosos de 2007 confirmaron que sufrió de mala salud y al momento del deceso estaba desnutrido. Windeby II, el cuerpo encontrado poco después a solo 15 metros del joven, que correspondía a un varón de 20 a 30 años estrangulado con una vara de avellano y también cubierto con ramas de abedul, que se creyó el amante también ajusticiado de la adúltera, en realidad había sido depositado en el pantano entre 380 y 185 a. C., un par de siglos antes.